# Edith Konrath
Edith Konrath (* 1971 in München) ist eine deutsche Schauspielerin.

## Leben
Edith Konrath studierte zunächst ein Jahr Schauspieldramaturgie an der Bayerischen Theaterakademie August Everding, ehe sie von 1995 bis 1998 das Schauspiel München absolvierte. Erste Rollen spielte sie am Münchner Akademietheater. Von 1999 bis 2001 war Konrath an der Landesbühne Hannover verpflichtet, von 2002 bis 2007 hatte sie ein mehrjähriges Engagement am Pfalztheater Kaiserslautern. In den Folgejahren gastierte sie am Schlosstheater Celle, am Theater Regensburg und am Theater Augsburg, seit 2012 spielt Konrath am Metropoltheater in München.
Konrath war in den Titelrollen von Frank Wedekinds Lulu und William Shakespeares Romeo und Julia zu sehen, war die Stella in Endstation Sehnsucht von Tennessee Williams oder die Nina in Anton Tschechows Möwe.
Gelegentlich arbeitet Konrath auch vor der Kamera. In der Serie Dahoam is Dahoam spielte sie Gastrollen, 2015 verkörperte sie in dem Doku-Drama Der Primus – Franz Josef Strauß die Rolle der Marianne Strauß.
Edith Konrath lebt in München.

## Filmografie (Auswahl)
- 2009: Polizeiruf 110 – Die armen Kinder von Schwerin
- 2009: Rabentage
- 2009: Dahoam is Dahoam
- 2013: Aktenzeichen XY … ungelöst
- 2015: Ein Teil von mir
- 2015: Der Primus – Franz Josef Strauß
- 2015: Dahoam is Dahoam
- 2016: Aktenzeichen XY … ungelöst
- 2017: Hubert und Staller – Steg mit Aussicht
- 2018: Tatort – Freies Land
- 2018: Polizeiruf 110 – Das Gespenst der Freiheit
- 2019: Zimmer mit Stall – Berge versetzen
- 2020: SOKO München – Pranks
- 2020: Hochzeitsstrudel und Zwetschgenglück (Fernsehfilm)
- 2020: Kinder und andere Baustellen (Fernsehfilm)
- 2021: Beckenrand Sheriff
- 2024: Toni, männlich, Hebamme – Baby im Korb
- 2025: Hundslinger Hochzeit
- 2025: Marie fängt Feuer – Vergeben und Vergessen